# Marco Jetzer
Marco Jetzer (* 12. Juli 1981 in Frauenfeld) ist ein Schweizer Wasserballspieler.

## Leben
Marco Jetzer wurde in Frauenfeld geboren und ist in Kreuzlingen aufgewachsen. Er machte eine Ausbildung als Lebensmitteltechnologe mit Fachrichtung Schokolade durch.
Im Alter von fünf Jahren (1986) wurde er Mitglied des örtlichen Schwimmclubs, des SC Kreuzlingen. Dort durchlief er alle Ausbildungsstufen bis hin zum Wettkampfschwimmer.
1994 erfolgte sein Wechsel hin zum Wasserball, das in der Schweiz eher zu den Randsportarten gehört. Dort wurde er als Torhüter eingesetzt. Im NLA-Kader des Schwimmclubs Kreuzlingens stieg er als Reservetorhüter auf. In seiner Jugend- und Juniorenzeit errang Marco Jetzer einige Medaillen für seinen Club. Er stieg in die Kaderauswahl der Ostschweizer Region auf und wurde im „Team Bodensee“ eingesetzt. Mehrere Jahre lang nahm Jetzer mit dem SCK am Europacup teil. 2008 gewann Jetzer mit dem SCK, das erste Mal in der Vereinsgeschichte, das Double (Schweizer Cup und Schweizer Meisterschaft).
Mit bereits 15 Jahren wurde Marco Jetzer in die U19-Auswahl der Schweizer Nationalmannschaft einberufen und nach der Juniorenzeit wurde er sofort in die Schweizer Nationalmannschaft übernommen. Mit dieser nahm er 2004 auch bei der B - Europameisterschaft in Istanbul teil. Total hat Jetzer mit der Herrennati 47 Länderspiele bestritten.
In den Jahren 2000 und 2001 trat Jetzer für den Schwimmclub Romanshorn an.

## Erfolge

### NLA Meisterschaft
- 1998: 4. Platz
- 1999: 1. Platz
- 2002: 1. Platz
- 2003: 1. Platz
- 2004: 4. Platz
- 2005: 3. Platz
- 2006: 3. Platz
- 2007: 3. Platz
- 2008: 1. Platz

### CH-Cup
- 1998: 3. Platz
- 2002: 2. Platz
- 2004: 2. Platz
- 2006: 1. Platz
- 2008: 1. Platz

### Auszeichnungen
- 1999: Bester Torhüter, Internationales U19-Turnier in Loulé / P
- 2008: Bronze Auszeichnung vom Schweizer Schwimmverband, Abteilung Swiss Waterpolo für die geleisteten Einsätze in der Nationalmannschaft